# Лятно часово време
Лятното часово време е система, въведена за спестяване на разходи за осветление чрез увеличаване на използването на дневна светлина.
При нея официално прилаганото време се измества обикновено с 1 час по-напред от астрономическото време, като остава така за пролетните, летните и ранните есенни месеци (септември и октомври). С това се цели подсигуряване на по-добро съвпадане на часовете от светлата част на денонощието и активните часове за работа и училище. Лятното часово време е най-често използвано в районите с умерен климат, поради значителните изменения в съотношението светла/тъмна част на денонощието, в зависимост от сезона на годината.
През последните години редица държави се отказват от използването на лятното часово време. Сред тях са Казахстан – 9 от 14 области (2004), Киргизстан (2005), Ирак (2007), Пакистан (2009), Бангладеш и Грузия (2010), Армения (2011) Египет (2014), Азербайджан (2015). В периода 2011 – 2014 Русия остава целогодишно на лятното часово време, но след недоволство от жители в различни региони на Руската федерация заради късния изгрев, правителството взема решение през 2014 страната да остане за постоянно на зимното часово време, като това важи за цяла Русия и части от Украйна (п-в Крим, областите Донецк и Луганск). Държавите, които се отказват от зимното часово време и остават за постоянно на лятното, са Аржентина (2009), Беларус (2011), Чили, Турция и Севернокипърската турска република (2016), също така Сингапур, Узбекистан и част от Малайзия (в останалата част действа т.нар. „Малайзийско часово време“).
През 2007 Венецуела въвежда собствена часова зона като с декрет на тогавашния президент Уго Чавес, времето се измества с половин час назад. Канадската провинция Нюфаундленд също има половин часова разлика спрямо другите провинции по атлантическото крайбрежие на страната.
В началото на 2018 г. в Европейския парламент се водят дебати по отмяна сезонната смяна на часовото време на територията на целия Европейски съюз, като се обсъждат икономическите ползи, но и вредите за здравето от смяната на времето. Проведено е и онлайн допитване до гражданите на ЕС.

## Произход
Често се твърди, че първият, предложил лятното часово време, е Бенджамин Франклин със свое писмо до редактор на вестник „Парижки журнал“ през 1784 г. Това предложение обаче било по-скоро с хумористичен нюанс и всъщност предлагало парижани да стават и да си лягат по-рано.
За пръв път сериозно е предложено от Уилям Уилет в „Пилеене на дневна светлина“, публикувано през 1907 г. Той не успява да убеди британския парламент да го приеме, въпреки наличието на значително лоби.
Идеята за лятно часово време за пръв път се осъществява на практика от правителството на Германия по време на Първата световна война в периода 30 април – 1 октомври 1916 г. Скоро след това Великобритания последва примера, като отначало въвежда лятно време от 21 май до 1 октомври 1916 г. На 10 март 1918 г. Конгресът на САЩ установява няколко часови зони и официално въвежда лятното часово време, но законът не намира отзвук и скоро е отменен.

## В древността
Лятното часово време е съществувало като сравнително елегантно решение в древността неприложимо за съвременния глобален свят като часът е бил различно дълъг зиме и лете а деленето на деня е оставало винаги на 12 часа от изгрев до залез.
Римските водни часовници (клепсидра) имали различни скали за различните месеци в годината – на географската ширина в Рим третият час от възхода (Tertia hora) в зимно слънцестоене започвал по съвременния стандарт в 9:02 слънчево време и продължавал 44 минути, но в лятно слънцестоене започвал в 6:58 и продължавал 75 минути.

## В България
Лятното часово време е въведено в България с указ № 199 от 17.12.1894 година източно европейско време. С указ № 66 от 16.09.1943 г. указът от 1894 г. е отменен и България преминава към обикновеното средно европейско време като в 3 часа сутринта, часовниците се връщат с един час назад, от 3 часа на 2 часа. С указ № 88 от 25.03.1943 г. се въвежда лятното часово време считано от 03.04.1944 г. часовниците се поставят напред с 1 час от 2 на 3 часа
От 1979 година до 1996 година включително лятното време започва от 0 часа на последната неделя на март (или първата неделя на април) и продължава до 0 часа на последната неделя на септември (или първата неделя на октомври).
През 1997 и 1998 година лятното време започва в 3 часа на последната неделя на март и продължава до 3 часа на последната неделя на октомври.
От 1999 година лятното време започва в 3 часа на последната неделя на март и продължава до 4 часа на последната неделя на октомври, когато часовникът се връща с 1 час назад – т.е. до 3 часа астрономическо време.

## Напред или назад?
Понякога поправянето на часа при механични или неавтоматично нагласящи се устройства представлява затруднение. Затруднението е дали да се мести стрелката един час напред или назад. Американците например използват игра на думи, за да се подсетят „дали ще спят един час повече или по-малко“.

Spring – spring forward, and fall – fall back